# Iranada tarachoides
Iranada tarachoides är en fjärilsart som beskrevs av Bytinsky-salz och Brandt 1937. Iranada tarachoides ingår i släktet Iranada och familjen nattflyn. Inga underarter finns listade i Catalogue of Life.